# 短吻三刺鲀
短吻三刺鲀（学名：Triacanthus brevirostris）为三刺鲀科三刺鲀属的鱼类。分布于印度、印度尼西亚、朝鲜、日本以及中国南海、台湾海峡、东海、黄海等海域。该物种的模式产地在長崎。